# Martin Wellmer
Martin Wellmer (* 22. Oktober 1902 in Bergkirchen, Kreis Minden, Preußen; † 28. Mai 1972 in Freiburg im Breisgau) war ein deutscher Historiker und Archivar.

## Leben und Wirken
Martin Wellmer wurde als fünfter Sohn des Landarztes Dr. Rudolf Wellmer und seiner Ehefrau Agnes Freyberg geboren. Er wuchs in einem evangelischen Umfeld mit sechs Geschwistern auf. Wellmer besuchte von 1909 bis 1913 die Volksschule und von 1913 bis 1922 das Gymnasium in Minden. Aus finanziellen Gründen konnte er zunächst kein Studium beginnen. Er absolvierte stattdessen eine Ausbildung zum Buchhändler und arbeitete bis 1930 in diesem Beruf in Berlin, Heidelberg, Darmstadt. Unterbrochen wurde diese Tätigkeit von Bildungsreisen nach Paris und London. Von 1930 bis 1935 studierte er Geschichte, Romanistik und Germanistik an der Albert-Ludwigs-Universität Freiburg. Seine akademischen Lehrer waren Hermann Heimpel und Gerhard Ritter, Hanns Heiss und Martin Heidegger. Er schloss das Studium 1935 mit dem Staatsexamen ab. Bei Theodor Mayer wurde er 1936 über den Vierdörferwald bei Emmendingen zum Dr. phil. promoviert. Er besuchte 1936/37 das Institut für Archivwissenschaften in Berlin-Dahlem. Er heiratete im Jahr 1939 in Karlsruhe eine Gymnasiallehrerin. Aus der Ehe gingen zwei Kinder hervor. Im Jahr 1940 legte er das Zweite Staatsexamen am Bismarck-Gymnasium Karlsruhe ab. Er war seitdem im Generallandesarchiv Karlsruhe und im Schuldienst tätig.
Er gehörte von 1940 bis 1941 der NSDAP an. Während des Zweiten Weltkrieges leistete er ab 1941 Wehrdienst. Im Januar 1944 war er im Rang eines Unteroffiziers in Frankreich. Er geriet im September 1944 bei Bourges in Kriegsgefangenschaft, aus der er 1947 nach Deutschland zurückkehren konnte. Anschließend wurde er entnazifiziert und in Freiburg als Dolmetscher beim Staatskommissariat für die politische Säuberung tätig.
Er war ab 1947 erster Leiter des neu gegründeten Landesarchivamts und seit 1953 Leiter der Außenstelle Freiburg des Generallandesarchivs Karlsruhe und ab 1966 Staatsarchivdirektor. Von Sommersemester 1951 bis Sommer 1971 nahm er einen Lehrauftrag für oberrheinische Landesgeschichte an der Universität Freiburg wahr. Ab Sommer 1964 hatte er einen weiteren Lehrauftrag an der Pädagogischen Hochschule Freiburg. Er wurde 1967 pensioniert.
Wellmers Arbeitsgebiete waren die Siedlungs-, Wirtschafts- und Verfassungsgeschichte des Oberrheingebiets. In seiner Dissertation über die Geschichte des Vierdörferwaldes bei Emmendingen konnte er zeigen, „daß Markgenossenschaften das Ergebnis einer Zeit sind, in der die hergebrachte Nutzung der Marken, die keinen Eigentümer hatten, durch die fortschreitende Kolonisierung und die mit ihr verbundene Gefährdung bis dahin selbstverständlicher Nutzungsrechte eine Abgrenzung der Nutzungssphären erforderlich machte“. Er steuerte zahlreiche ortsgeschichtlichen Beiträge zum Deutschen Städtebuch in den Jahren von 1951 bis 1960 bei. Verdienste erwarb er sich um das Alemannische Institut und dem Breisgau-Geschichtsverein. Ab 1935 arbeitete er am Alemannischen Institut mit. Er war ab 1962 im wissenschaftlichen Beirat des Alemannischen Instituts und ab 1963 langjähriger Geschäftsführer. Er gab das Alemannische Jahrbuch 1970 heraus. Auch zum traditionsreichen Breisgau-Geschichtsverein hatte er seit 1938 gute Beziehungen. Dort präsentierte er seine Forschungsergebnisse über den Vierdörferwald bei Emmendingen. Er gehörte zu den Wiederbegründern des Breisgau-Geschichtsvereins um 1947. Von 1956 bis 1964 war er Erster Vorsitzender und von 1951 bis 1959 Schriftleiter der Zeitschrift Schau-ins-Land. Er wurde 1969 zum Ehrenmitglied ernannt. Außerdem wurde ihm der 90. Band der Zeitschrift als Festschrift gewidmet.
Auch in der Kommission für geschichtliche Landeskunde in Baden-Württemberg und im Konstanzer Arbeitskreis für mittelalterliche Geschichte, den sein Lehrer Theodor Mayer 1951 gegründet hatte, brachte er sich ein. Er wurde 1954 Mitglied der Kommission für geschichtliche Landeskunde. Am Konstanzer Arbeitskreis beteiligte er sich nicht durch Vorträge, aber er vermittelte Tagungsteilnehmer und kam selbst regelmäßig zu den Tagungen. Ihm wurde 1970 für seine Unterstützung bei kulturellen Projekten die Médaille d’Or du Mérite des Arts, Sciences et Lettres der Demokratischen Republik Kongo verliehen. Wellmer hatte in Stuttgart bei der Eröffnung einer kongolesischen Kunstausstellung mitgewirkt und war Gutachter für die Zeitschrift Tele-Africa. Außerdem konnte der Lesesaal seiner Dienststelle für Vorträge über Schul- und Erziehungswesen im Kongo genutzt werden. 

## Schriften (Auswahl)
Ein von Beatrix Klaiber zusammengestelltes Schriftenverzeichnis erschien in: Schau-ins-Land. Jahresheft des Breisgau-Geschichtsvereins Schauinsland. 92, 1974, S. 85–90 (online).
- Zur Entstehungsgeschichte der Markgenossenschaften. Der Vierdörferwald bei Emmendingen (= Veröffentlichungen des Oberrheinischen Instituts für geschichtliche Landeskunde Freiburg im Breisgau. Bd. 4). Wagner, Freiburg im Breisgau 1938.